# 卡洛·卡斯特拉尼体育场
卡洛·卡斯特拉尼体育场（義大利語：Stadio Carlo Castellani），是一座位于意大利恩波利的多功能体育场，现为恩波利足球俱樂部主场，可容纳观众16,800人。该体育场归恩波利市政府所有。
体育场始建于1936年，时名恩波利市立体育场（Stadio Comunale di Empoli）。体育场最初以弗朗科·马尔特利（Franco Martelli）命名。1965年12月12日，体育场重建完工正式开放，改以卡洛·卡斯特拉尼命名。卡斯特拉尼曾是恩波利俱乐部史上进球最多的球员，第二次世界大战中死于纳粹设在奥地利的毛特豪森－古森集中營。